# Batrachorhina simillima
Batrachorhina simillima är en skalbaggsart som beskrevs av Stefan von Breuning 1948. Batrachorhina simillima ingår i släktet Batrachorhina och familjen långhorningar.
Artens utbredningsområde är Madagaskar. Inga underarter finns listade.